# Winchester Mountain Lookout
Pour les articles homonymes, voir Winchester.
Le Winchester Mountain Lookout est une tour de guet du comté de Whatcom, dans l'État de Washington, dans le nord-ouest des États-Unis. Situé à 1 981 mètres d'altitude dans les North Cascades, il est protégé au sein de la forêt nationale du mont Baker-Snoqualmie et de la Mount Baker Wilderness. Construit en 1935, il est inscrit au Registre national des lieux historiques depuis le 14 juillet 1987.